# Кладбище Луят
Кладбище Луайя — муниципальное кладбище Лиможа.
Является одним из крупнейших во Франции. Открытое в 1806 году, оно является главным кладбищем коммуны Лимож.
Создание кладбища Луят было почти новаторским для своего времени: оно располагалось за городом, к северу от него, чтобы избежать встречных ветров, было окружено стенами и засажено деревьями и другими растениями. Сегодня это кладбище занимает площадь около 35 гектаров, хотя изначально город выкупил всего 9 гектаров, и насчитывает почти 40 000 могил.

## Похороненные личности
- David Haviland
- Рансон, Поль
- Хаусман, Рауль
- Рейшенбах, Франсуа
- Дюма, Ролан
- Санфурш, Жан-Жозеф